# カスパーゼ-8
カスパーゼ-8（英: caspase-8）は、ヒトではCASP8遺伝子にコードされるカスパーゼタンパク質である。カスパーゼ-3に対して作用することが最も多い。CASP8のオルソログは、全ゲノム情報が利用可能な哺乳類の多数で同定されている。オルソログは鳥類にも存在する。

## 機能
CASP8遺伝子にコードされるカスパーゼ-8は、カスパーゼファミリーのメンバーである。カスパーゼの連続的な活性化は、細胞のアポトーシスの実行期（execution phase）に中心的な役割を果たす。カスパーゼは不活性な酵素前駆体として存在する。カスパーゼの活性化には、内部の保存されたアスパラギン酸残基でのタンパク質分解によるプロセシングが必要であり、大サブユニットと小サブユニットから構成されるヘテロ二量体型酵素が形成される。カスパーゼ-8は、Fas受容体やさまざまなアポトーシス促進刺激によって誘導されるプログラム細胞死に関与している。N末端のFADD様デスエフェクタードメインの存在は、このタンパク質がFas相互作用タンパク質であるFADDと相互作用する可能性を示唆している。カスパーゼ-8はハンチントン病患者の脳病変領域の不溶性画分に検出されるが、健康な人ではみられない。このことはカスパーゼ-8が神経変性疾患に関与している可能性を示唆している。選択的スプライシングによる多くのスプライスバリアントがさまざまなアイソフォームをコードしていることが記載されているが、すべてのバリアントで全長配列が決定されているわけではない。

## 臨床的意義
CASP8遺伝子の変異によって、きわめて稀な免疫系の遺伝疾患が引き起こされる。この疾患はカスパーゼ-8欠損症（CEDS、caspase eight deficiency state）と呼ばれる。CEDSは、アポトーシスの遺伝的疾患に加えて免疫不全の表現型が生じる自己免疫性リンパ増殖症候群（ALPS）と類似した特徴を示す。臨床症状としては、脾腫とリンパ節腫脹に加えて、再発性の経気道感染、再発性の皮膚粘膜ヘルペスウイルス感染、難治性の伝染性軟属腫、低ガンマグロブリン血症がみられる。実質器官へのリンパ球の浸潤がみられることがあるが、自己免疫はわずかであり、リンパ腫はCEDSの患者では観察されない。CEDSは常染色体劣性遺伝する疾患である。
カスパーゼ-8は、Fas受容体など、TNF受容体スーパーファミリーのデスレセプターからのシグナル伝達に主に関与する、アポトーシス促進性のプロテアーゼであると考えられていたため、CEDS患者の臨床的表現型はパラドキシカルであった。リンパ球活性化と防御免疫に欠陥が生じることは、カスパーゼ-8がリンパ球では他のシグナル伝達の役割も担っていることを示唆している。さらなる研究によって、T細胞、B細胞、ナチュラルキラー細胞において、カスパーゼ-8は抗原受容体、Fc受容体、TLR4を介した活性化後の転写因子NF-κBの誘導に必要であることが明らかにされた。
生化学的には、カスパーゼ-8は、上流のBcl10-MALT1アダプター複合体とともにIKK複合体に入ることが判明しており、NF-κBの核移行の誘導に重要である。さらに、カスパーゼ-8の生化学的形態は2つの経路で異なる。細胞死経路では、カスパーゼ-8酵素前駆体はサブユニットへと切断され、成熟した高い活性を持つカスパーゼヘテロ四量体を形成する。一方、活性化経路では、タンパク質分解機能を制限し、アダプタータンパク質としての機能を向上させるため、酵素前駆体は切断されないままの状態で存在するようである。

## 相互作用
カスパーゼ-8は次に挙げる因子と相互作用することが示されている。
- BCAP31（英語版）[9]
- BID（英語版）[10][11]
- Bcl-2[11][12]
- CFLAR（英語版）[13][14][15][16][17][18][19]
- CASP10（英語版）[10][11][13][20]
- CASP2[11][20]
- CASP3[11][20]
- CASP6[11][20][21]
- CASP7（英語版）[11][20]
- CASP9[11][20]
- DEDD（英語版）[22][23][24]
- FADD[10][13][16][25][26][27][28]
- FasL[10][13]
- FasR[10][14][29]
- IFT57（英語版）[30]
- NOL3（英語版）[31]
- PEA15（英語版）[32][33]
- RIPK1[25][34][35]
- TNFRSF10B（英語版）[10][29]
- TRAF1（英語版）[13][36]

## 関連文献
- “Dynamic Regulation of Neutrophil Survival through Tyrosine Phosphorylation or Dephosphorylation of Caspase-8”. Journal of Biological Chemistry 283 (9):  5402–5413. (2008). doi:10.1074/jbc.M706462200. PMID 18086677.
- “Caspases: the executioners of apoptosis”. Biochem. J. 326 (Pt 1):  1–16. (1997). doi:10.1042/bj3260001. PMC 1218630. PMID 9337844.
- “The multifaceted role of Fas signaling in immune cell homeostasis and autoimmunity”. Nat. Immunol. 1 (6):  469–74. (2001). doi:10.1038/82712. PMID 11101867.
- “Serpins and other covalent protease inhibitors”. Curr. Opin. Struct. Biol. 11 (6):  740–5. (2002). doi:10.1016/S0959-440X(01)00275-5. PMID 11751056.
- “Tumor necrosis factor-alpha-induced apoptosis in T cells from aged humans: a role of TNFR-I and downstream signaling molecules”. Exp. Gerontol. 37 (2–3):  293–9. (2002). doi:10.1016/S0531-5565(01)00195-4. PMID 11772515.
- “Effects of HIV-1 Vpr on neuroinvasion and neuropathogenesis”. DNA Cell Biol. 23 (4):  227–38. (2004). doi:10.1089/104454904773819815. PMID 15142380.
- “Structure and function of HIV-1 auxiliary regulatory protein Vpr: novel clues to drug design”. Curr. Drug Targets Immune Endocr. Metabol. Disord. 4 (4):  265–75. (2005). doi:10.2174/1568008043339668. PMID 15578977.